# Тарлаулинський сільський округ
Тарлаули́нський сільський округ (каз. Тарлаулы ауылдық округі, рос. Тарлаулинский сельский округ) — адміністративна одиниця у складі Аягозького району Абайської області Казахстану. Адміністративний центр — село Тарлаули.
Населення — 1316 осіб (2021; 2341 у 2009, 3356 у 1999, 3560 у 1989).
Станом на 1989 рік існувала Тарлаулинська сільська рада (села Акжирик, Акший, Копа, Тарлаули, аул Козикорпеш, селища Акболат, Жузагаш, Тансик). Село Акший було ліквідоване 2017 року.

## Склад
До складу округу входять такі населені пункти:
| Населений пункт           | Старі назви | Населення, осіб (1989) | Населення, осіб (1999) | Населення, осіб (2009) | Населення, осіб (2021) |
| ------------------------- | ----------- | ---------------------- | ---------------------- | ---------------------- | ---------------------- |
| Акбулак, станційне селище | Акболат     | 66                     | 125                    | 48                     | 10                     |
| Акжирик, село             | -           | 224                    | -                      | -                      | -                      |
| Акший, село               | Акші        | 379                    | 143                    | 16                     | -                      |
| Жузагаш, станційне селище | -           | 48                     | 95                     | 62                     | 14                     |
| Козикорпеш, аул           | -           | 276                    | -                      | -                      | -                      |
| Копа, село                | -           | 248                    | 328                    | 172                    | 29                     |
| Тансик, станційне селище  | -           | 159                    | 88                     | 115                    | 126                    |
| Тарлаули, село            | -           | 2260                   | 2577                   | 1928                   | 1137                   |